# Svjetsko prvenstvo u nogometu – Engleska 1966.
8. Svjetsko prvenstvo u nogometu održalo se u Engleskoj od 11. do 30. srpnja 1966. godine.

## Konačni poredak
| Engleska |
| Njemačka |
| Portugal |